# Изложба „Стари Београд” (1976)
Изложба „Стари Београд” се одржала у периоду од јула до августа 1976. године у Галерији Удружења ликовних уметника Србије.

## Уметнички одбор
Радове за изложбу је одабрао Уметнички одбор Друштва ликовних уметника Београда у следећем саставу:
- Славољуб Станковић Вава, председник
- Даница Антић
- Ђорђе Илић
- Момчило Крковић
- Миодраг Нагорни
- Мирослава Сандић
- Славољуб Чворовић
- Стеван Боднаров
- Драгомир Милеуснић

## Излагачи
1. Миладин Аничић
2. Даница Антић
3. Селимир Барбуловић
4. Мирослава Медаковић Богосављевић
5. Симо Брдар
6. Растко Васић
7. Живан Вулић
8. Слободан Гавриловић
9. Александар Грбић
10. Оливера Грбић
11. Милица Динић
12. Драго Дошен
13. Амалија Ђаконовић
14. Светислав Ђурић
15. Драган Јовановић
16. Оливера Кангрга
17. Маријана Каралић
18. Божидар Ковачевић
19. Коста Кривокапић
20. Јован Крижек
21. Наталија Максимовић Лукић
22. Живорад Милошевић
23. Новица Младенов
24. Марклен Мосијенко
25. Велимир Матејић
26. Вукица Драговић Обрадовић
27. Мирјана Вукмировић Пачов
28. Драга Петровић
29. Милорад Пешић
30. Божидар Продановић
31. Благота Радовић
32. Цветко Радовић
33. Радмила Радојевић
34. Милутин Радоичић
35. Милан Радоњић
36. Мирослав Савић
37. Мирко Сикимић
38. Димитрије Сретеновић
39. Јовица Стевановић
40. Стеван Стојановић
41. Миливоје Стоиљковић
42. Живко Стојсављевић
43. Милорад Ћирић
44. Милан Цмелић
45. Душан Љубојевић